# Khonsa
Khonsa (en hindi: खोन्सा ) es una localidad de la India, centro administrativo del distrito de Tirap, estado de Arunachal Pradesh.

## Geografía
Se encuentra a una altitud de 745 m s. n. m. a 675 km de la capital estatal, Itanagar, en la zona horaria UTC +5:30.

## Demografía
Según estimación 2010 contaba con una población de 11 421 habitantes.